# Neigem
Neigem is een dorp in de Belgische provincie Oost-Vlaanderen en een deelgemeente van de stad Ninove. Neigem ligt in het zuidoosten van de gemeente, tegen de grens met Vlaams-Brabant.
In het noorden van de deelgemeente ligt het gehucht Bevingen. Neigem ligt in het Pajottenland en de Denderstreek.

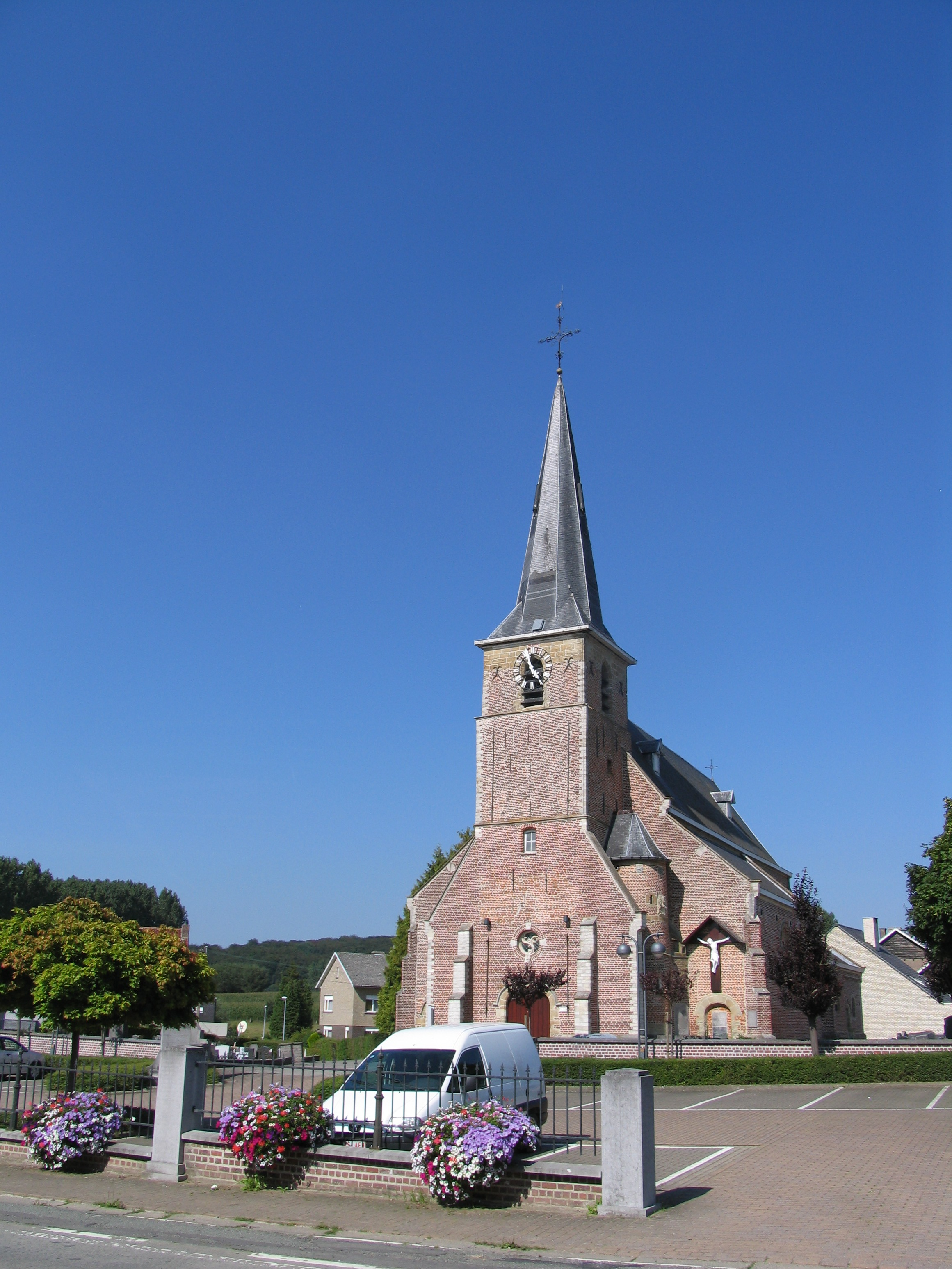
Sint-Margarethakerk

## Geschiedenis
Neigem lag in de middeleeuwen in het grensgebied van het graafschap Vlaanderen en het hertogdom Brabant. De oudste vermeldingen van de plaats gaan terug tot de 12de eeuw. In een akte uit 1189 wordt het dorp genoemd als Eighen. De naam ontstond uit het Germaanse aigina, wat voor "eigen bezit" staat. In oorkonden uit 1195 en 1265 komt de Latijnse naam allodium voor, wat ook staat voor "eigen" of "eigen gebied". Dit refereerde aan het vrij zijn van leenrecht. Neigem was eigendom van de heren van Wedergraete, in de kasselrij van het Land van Aalst. Het kasteel van de heren van Wedergraete stond vlak bij het dorp; op wat nu grondgebied Meerbeke is. Het werd heropgebouwd in de 20ste eeuw.
De Villaretkaart uit het midden van de 18de eeuw toont hier het dorp Neyghem; de Ferrariskaart uit de jaren 1770 het dorp Neygene. De kaarten tonen het kasteel van Meerbeke op het grondgebied van het hertogdom Brabant, vlakbij het dorpscentrum, dat zich in het graafschap Vlaanderen lag.
Op het eind van het ancien régime, toen tijdens de Franse bezetting op het eind van de 18de eeuw de gemeenten werden gecreëerd, werd Neigem een gemeente.
De Atlas der Buurtwegen uit 1841 en de Vandermaelenkaart uit het midden van de 19de eeuw duiden het dorp aan als Neygem. In het midden van de 19de eeuw werd het landelijk dorpje doorsneden door de nieuwe steenweg tussen Ninove en Halle.
Neigem bleef een zelfstandige gemeente tot de gemeentelijke herindeling van 1977, toen het een deelgemeente werd van Ninove.

## Bezienswaardigheden
- De gotische Sint-Margarethakerk
- De Sint-Margarethakapel
- De Neigemmolen
- De Onze-Lieve-Vrouwekerk te Bevingen.

## Natuur en landschap
Neigem ligt op een hoogte van 25-50 meter, in het Neigembos oplopend tot 92 meter. Het Neigembos is een beschermd natuurgebied. Bij Neigem stroomt de Wolfputbeek, ook wel Molenbeek genaamd.

## Demografische ontwikkeling
- Bronnen:NIS, Opm:1831 tot en met 1970=volkstellingen; 1976 = inwoneraantal op 31 december

## Politiek
Neigem had een eigen gemeentebestuur en burgemeester tot de fusie van 1977. Burgemeesters van Neigem waren:
- 1803-1806 : Van der Mynsbrugghe
- 1806-1813 : Jan de Lau
- 1813-1822 : J.-B. Slingeneyer
- 1822-1827 : Van der Mynsbrugghe
- 1827-1850 : P.-A. Steppe
- 1850-1861 : G. Wauters
- 1861-1863 : Eug. Vetsuypers
- 1863-1868 : W. Wauters
- 1868-???? : V. de Buyst
- ????-1976 : Edgar Van Opdenbosch

## Verkeer en vervoer
Door het dorp loopt de N28 (Halsesteenweg) tussen Ninove en Halle.

## Toerisme
Door dit dorp loopt onder meer de Denderroute zuid.

## Sport
In Neigem speelt de voetbalclub VK Jong Neigem.

## Bekende inwoners
De neo-Latijnse dichter Petrus van der Borcht (1676 - 1739), bijgenaamd Petrus à Castro, was pastoor van Neigem waar hij stierf. Hij is de auteur van de Latijnse gedichten die men kan lezen op de huizen van de Grote Markt van Brussel.

## Nabijgelegen kernen
Lieferinge, Meerbeke, Gooik, Strijland
Deelgemeenten: Appelterre-Eichem · Aspelare · Denderwindeke · Lieferinge · Meerbeke · Nederhasselt · Neigem · Ninove · Okegem · Outer · Pollare · Voorde

Overige dorpen, gehuchten en wijken: Appelterre · Bevingen · Boterdaal · Dasselt · Eichem · Herlinckhove · Lebeke · Linkebeek · Muylem · Nederwijk · Nijken · Prindaal · Renderstede · Roesbeke · Roost · Slettem · Steenhout · Terbert · Varenberg · Vogelenzang · Waalhove · Zevenkoten

Belgische gemeenten · Arrondissement Aalst · Oost-Vlaanderen · Vlaanderen